# Баггер, Мианна
Мианна Баггер (англ. Mianne Bagger; род. 25 декабря 1966 года; Копенгаген, Дания) — профессиональная гольфистка, родившаяся в Дании. Баггер переехала со своей семьей в Австралию в 1979 году, когда ей было двенадцать лет. В 1998 году она возобновила игру в гольф, сначала в качестве любителя, а затем в 2003 году, став профессионалом. В 2004 году, играя на чемпионате Австралии по гольфу среди женщин, она стала первой открытой трансгендерной женщиной совершившей трансгендерный переход, которую допустили до участия в турнире. В 2004 году она также стала первой трансгендерной женщиной, получившей право участвовать в Женском Европейском Туре, а также стала первой выдающейся трансгендерной женщиной совершившей переход, прошедшей квалификацию в профессиональном спорте с тех пор, как Рене Ричардс присоединилась к Женской теннисной ассоциации в 1970-х годах.
Она сыграла важную роль в получении трансгендерными женщинами права участвовать в профессиональных соревнованиях по гольфу. Благодаря ее усилиям многие профессиональные гольф-организации внесли поправки в свои правила. Баггер стремилась исключить гендерную политику и побудить спортивные организации к «более полному пониманию и принятию гендерных различий и человеческого разнообразия».

## Ранние годы жизни и любительская карьера
Баггер родилась в Копенгагене, 25 декабря 1966 года. Она начала заниматься гольфом в возрасте восьми лет. В 1979 году Баггер переехала со своей семьей в Австралию. В 1992 году она начала заместительную гормональную терапию, а в 1995 году перенесла операцию по коррекции пола. [8] В 1998 году вернулась в спорт. Она была открыта по поводу своей жизни и участвовала в различных любительских соревнованиях по гольфу в Аделаиде и окрестностях и в итоге ее пригласили присоединиться к команде штата Южная Австралия. После победы в южно-австралийском государственном конкурсе в 1999 году к ней возросло внимание СМИ.
Баггер выступала за государственную команду Южной Австралии (с 1999 по 2002 года), достигнув национального рейтинга первой десятки среди женщин-любителей. Различные игроки в то время были обеспокоены тем, что у Баггер есть «несправедливое преимущество». Она сама исследовала этот вопрос и, также на личном опыте, пришла к выводу, что опасения беспочвенны. Все организации, которые мешали ей участвовать в соревнованиях, никогда не проводили никаких исследований, а просто принимали решение без разбирательств. Баггер ответила, что многие люди не знают о физиологических аспектах гендерно-вариантных состояний и проблемах, связанных с переходом. Баггер снова выиграла южно-австралийский любительское соревнование в 2001 и 2002 годах.
Бэггер чувствовала, что в любительской карьере ей дальше расти некуда, и хотела перейти в профессиональный спорт. Она обнаружила, что в Австралии правила не позволят ей выступать в профессиональном спорте, а также и «в большинстве турниров по гольфу по всему миру». Еще в то время, когда она была в любительском спорте, ей предложили сыграть на чемпионате Австралии по гольфу среди женщин 2004 года. Это привело к появлению в прессе на первых полосах историй, что побудило Баггер провести пресс-конференцию за день до турнира, чтобы ответить на вопросы и представить информацию о переходе и транссексуальных людях.

## Профессиональная карьера и правозащитная деятельность
Став шестым лучшим игроком в Австралии в 2003 году, она продолжила свою карьеру среди профессиональных игроков:
- В 2004 году она сыграла на турнире Swedish Telia Tour и дважды попала в топ-10.
- В 2005 году она сыграла свой первый турнир в Ladies European Tour, добравшись до 35 места.
- В 2006 году она заняла 91 место.
- В 2007 году она заняла 54 место.

На первом профессиональном турнире Баггер, среди игроков, которые были рады её участию, были Лора Дэвис (англ. Laura Davies) и Рэйчел Теске (англ. Rachel Teske). Баггер вызвала ажиотаж в средствах массовой информации в 2004 году, когда играла на Чемпионате Австралии по гольфу и собиралась присоединиться к ALPG Tour. На турнире в Соединенных Штатах она встретила Ти Вотава (англ. Ty Votaw), комиссара LPGA Tour, которому позже был задан вопрос об их политике. На что он заявил, что «прямо сейчас наши правила заключается в том, что игроки должны быть рождены женщинами». Баггер отметила, что «они, очевидно, не считают, что я соответствую этому условию». Ее комментарий отражает текущие медицинские данные о том, что у женщин, совершивших трансгендерный переход в спорте нет физических преимуществ. Вотав оставил открытой возможность для этого правила измениться в будущем.
Постановление Международного олимпийского комитета (МОК) 2004 года о транссексуальных спортсменах привело к пересмотру правил во многих видах спорта. Стокгольмский консенсус МОК 2004 года, который исследователи раскритиковали как «следящий за традиционным гендерным бинарным разделением, но маскируется под прогрессивную и инклюзивный», устанавливает конкретные требования для трансгендерных спортсменов. Баггер отмечает, что политика USGA требует «подписанного документа от участника, предоставляющего полный и неограниченный доступ к своим медицинским документам, а также доступ к предоперационным и послеоперационным психиатрическим записям» — требования, которые неслыханны для других конкурентов.
В сентябре 2004 года, после продолжающегося правозащитной работы со стороны Баггер, Женский Европейский Тур проголосовали за внесение поправок в свои правила, что позволило Баггер участвовать в турнире. Позднее в том же году ALPG также проголосовала за изменение своей конституции, чтобы исключить пункт «женщина при рождении», что позволило Баггер участвовать в ALPG Tour. 9 февраля 2005 года Ladies Golf Union также объявили об изменении правил, что позволило Баггер участвовать в открытом чемпионате Великобритании по гольфу. 21 марта 2005 года Ассоциация гольфа США объявила, что приняла новую «гендерную политику», которая допускает трансгендерных спортсменов до участия в соревнованиях, в том числе на предстоящем открытом чемпионате США по гольфу среди женщин. В 2010 году LPGA внесла поправки в свои уставы и удалила условие допуска «женщина от рождения». Хотя различные изменения в политике позволили трансгендерным спортсменам участвовать в соревнованиях, политика остается на рассмотрении. Баггер, наряду с несколькими известными спортсменами и растущим числом медицинских работников и исследователей во всем мире, продолжает работать с МОК, ИААФ, ВАДА и др. в их подходе к принятию трансгендерных атлетов. Баггер также разделяет мнение о том, что многие из этих решений принимаются голосованием членов, часто профессионалов своего дела, которые не являются врачами или медицинскими работниками и не имеют соответствующей медицинской подготовки.

## Достижения в любительских соревнованиях
- 1999 South Australian Ladies Amateur
- 2000 South Australian Business Women’s Championship
- 2001 South Australian Ladies Amateur,
- 2001 South Australian 72 Hole Strokeplay Championship (Rene Erichsen Trophy)
- 2002 South Australian Ladies Amateur